# Blackout (албум на „Скорпиънс“)
 Тази статия е за албума.  За песента вижте Blackout (песен на „Скорпиънс“).  
Blackout е осмият студиен албум на германската рок група „Скорпиънс“, издаден през 1982 г. в Европа от „Харвест Рекърдс“ и в Съединените американски щати от „Мъркюри Рекърдс“. Процесът на записване започва в началото на 1981 г. в Грас, Франция, но се налага да бъде прекъснат, след като Клаус Майне загубва гласа си. Той се подлага на лечение и операция, но през май 1981 г. се откриват възли по гласните му струни. Въпреки намерението да се откаже, колегите му го насърчават да потърси други специалисти и той посещава опитен лекар в Австрия. След втора операция и дълга рехабилитация от около шест месеца, вокалистът напълно се възстановява.
През това време, останалите членове не записват, с изключение на барабаниста Херман Раребел, който заедно с други музиканти записва първия си солов албум. През четвъртото тримесечие на годината, групата се събира отново в студиото на Дитер Диркс в Кьолн, но без Клаус Майне, който все още не е напълно готов и продуцентът се обръща към Дон Докен за да изпее високите тонове на припевите на определени песни. Въпреки това, в края на 1981 г. Клаус Майне, с възстановен глас, записва всички вокални части, включително високите тонове, което прави невъзможно да се определи дали гласът на Дон Докен, е на финалните записи или не.
Blackout получава положителни отзиви от специализираната преса и се смята за един от най-добрите албуми в кариерата на групата, както и за един от най-добрите хардрок и хевиметъл албуми. Критиците подчертават продукцията, гласа на Клаус Майне, качеството на композициите, звука на групата и обложката, дело на австрийския художник Готфрид Хелнвайн. Албумът е голям търговски пробив за групата на основните световни пазари, той достига № 1 във Франция, № 10 в Германия, № 11 в Канада и Обединеното кралство и бележи дебюта на „Скорпиънс“ на по-малки пазари. Това е първият им албум, който влиза в топ десет на най-продаваните музикални албума и миниалбума в „Билборд 200“ в САЩ, както и първият, който получава сертификат от Асоциацията на звукозаписната индустрия в Америка.
За популяризирането на Blackout, са издадени пет сингъла на различни територии, сред които Now! (само в Япония), Can't Live Without You, When the Smoke Is Going Down и No One Like You, последният от които достига № 1 в „Мейнстрийм Рок Тракс“ и става първият сингъл на „Скорпиънс“, който влиза и в „Билборд Хот 100“ в САЩ. През февруари 1982 г. започва Blackout Tour, което им позволява да свирят в Европа, Северна Америка и Япония и за първи път във Финландия, Испания и Италия. През 2015 г., по повод 50-тата годишнина на „Скорпиънс“, албумът е ремастериран и издаден с допълнителни четири демо песни, включително и демо версията на Blackout. Изданието съдържа видео запис от концерт и видеоклиповете на No One Like You и Arizona.

## Описание
Когато през октомври на 1980 г., групата приключва с Animal Magnetism Tour, музикантите си вземат почивка до началото на 1981 г., след което заминават за южна Франция за да работят по новия си студиен албум. По същото време, певецът на групата Клаус Майне, започва да изпитва проблеми с гласа си. Първоначално има известни трудности да достига високите тонове и да поддържа регистъра си, но ситуацията се влошава с течение на времето до точка, в която вече не може да говори.
Певецът се връща в Германия и започва лечение в университетската болница в Кьолн, но състоянието му се усложнява и се налага да претърпи операция. Въпреки че операцията е успешна, през май 1981 г. докторите откриват възли на гласните му струни. Клаус Майне уведомява групата, че възнамерява да напусне „Скорпиънс“, но Рудолф Шенкер спира процеса на композиране и го мотивира да потърси други специалисти. С подкрепата на своите колеги и семейството си, той пътува до Австрия, където се лекува при лекар, експерт в тази област. След втора операция и дълга рехабилитация от около шест месеца, Клаус Майне излиза триумфално от проблема. Според барабаниста Херман Раребел, целият процес, от момента, в който вокалистът проявява първите симптоми до пълното му възстановяване, продължава около девет месеца.
В интервю през 2012 г., Клаус Майне приписва проблемите с гласа на ранните дни на „Скорпиънс“: „Когато Майкъл (Шенкер) беше в групата, гласът ми звучеше много хубаво и чисто. Но свирехме рок кавъри и исках гласът ми да звучи по-мръсно. Така че започнах да „счупвам“ гласа си, като крещях в продължение на няколко часа в онези дни.“ Освен това той посочва, че в тези години свирят по пет-шест часа на вечер само с кратки паузи и че това, заедно с турнетата и часовете в звукозаписните студия, му се отразява. Гледната точка на басиста Франсис Буххолц, е че Клаус Майне несъзнателно повлиява на гласа си, защото „мина от нула до сто за минута“, без да подгрява или подготвя гласа си преди концертите.

## Записване и участието на Дон Докен
През февруари 1981 г. групата наема къща във „Вила Сан Песаре де Сейнт“ в Грас, южна Франция, за да работи на открито, а не в типично звукозаписно студио. Там те написват първите си демо записи с помощта на мобилното студио на продуцента Дитер Диркс, но проблемът с гласа на Клаус Майне ги принуждава да спрат процеса в края на март. Докато вокалистът търси решение на проблема, останалите членове се възползват и си вземат почивка. Китаристът Рудолф Шенкер отива във Филипините а там открива, че благодарение на „черния пазар“ песните им са популярни в тази страна, сред тях и „мощната балада“ Holiday. Барабанистът Херман Раребел заедно с други музиканти записва първия си самостоятелен албум Nip in the Bud, който излиза през 1981 г. само в Европа и Япония, докато в САЩ е издаден през 1986 г.
Според Рудолф Шенкер, през септември или октомври те се срещат отново, но този път в студиото Дитер Диркс в Кьолн, Германия. Тъй като Клаус Майне все още не е възстановен, продуцентът се обръща към певеца Дон Докен, когото среща чрез преводача на „Скорпиънс“ по време на първото им турне в Съединените американски щати. Дитер Диркс присъства на един от концертите на групата му там и въпреки че не ги харесва особено, смята, че гласът му е много добър и има прилики с този на Клаус Майне. Седмици по-късно, той го кани да изпее високите тонове на припевите на песните No One Like You, Dynamite и You Give Me All I Need, в замяна на това, Дон Докен получава възможността да полза студиото за една седмица, в която прави свои демо записи. По същото време, „Аксепт“ и техният мениджър Габи Хауке също присъстват, като те представят касета със записите на Дон Докен на „Карер Рекърдс“ и те издават дебютния му албум Breaking the Chains.
Както записите, така и смесването се извършват между ноември 1981 г. и януари 1982 г. в „Диркс Студиос“, докато финалното оптимизиране се прави в „Мастърдиск“ в Ню Йорк. С възстановен глас, Клаус Майне записва всички вокални части, включително високите тонове на припевите; поради тази причина Дон Докен посочва, че е трудно да се разбере дали гласът му попада в песните или не. Въпреки информацията, че американецът ще е новият певец на „Скорпиънс“, той отрича, заявявайки, че никога не му е предлагано мястото и че не е мисли да го замества. По-късно пред онлайн списанието „Метъл Рулс“, той казва: „Дори да ме бяха помолили да го заместя, щях да кажа „Ти луд ли си? Ако ме помолят да пея в „Скорпиънс“, което би било мечта, бих казал не, защото не може да имате „Скорпиънс“ без Клаус.“

## Композиране
Текстовете на песните са свързани с лични проблеми на музикантите, като любовни връзки и преживявания по време на концертни турнета. Музиката обединява двете характерни звукови страни на групата: от една страна, бързи хевиметъл и разтърсващи хардрок песни, а от друга страна, бавни и мелодични „мощни балади“. Албумът започва с Blackout, базирана на ситуация с Рудолф Шенкер, докато са на турне с „Джудас Прийст“ и „Деф Лепард“ в Съединените американски щати. Според китариста, след общ концерт в Кливланд, той заедно с К. К. Даунинг и Глен Типтън изпиват няколко питиета, след което смесват бира, уиски и вино. Под въздействието на алкохола, отиват в стаята на „Деф Лепард“, където Рудолф Шенкер хвърля питието си по телевизор. На следващия ден, без да си спомня какво се е случило, Херман Раребел му казва, че се чувства като в затъмнение, на което той отговаря „какво добро заглавие за албум“. По време на процеса на композиране те си спомнят за събитията и заедно с приятелката на Херман – Соня Кителсен, написват текста. Критикът Мартин Попоф определя песента, като „центърът“ на албума с „нейните гладки, мелодични стихове и яростни, удрящи рифове“. Blackout завършва със звук на счупено стъкло, звуково представяне на обложката на албума.
Can't Live Without You произлиза от китарен риф, написан от Рудолф Шенкер, докато гледа телевизия, а текстът е вдъхновен от неговия „живот на път“ и мотивиран от „предаността на неговите фенове“, се занимава с връзката на групата с нейните почитатели. Отнема повече от четири години работа No One Like You да стане достатъчно качествена, за да бъде издадена, въпреки че Рудолф Шенкер неколкократно представя песента на останалите музиканти, но без успех, защото те не я харесват. Клаус Майне е най-колебливият, но след известно убеждаване от колегите си, той написва текстовете. Въпреки че понякога се смята за олицетворение на „идиосинкратичните мощни балади“ на групата, благодарение на своите „директни, хапливи и запомнящи се мощни акорди“ и „прекрасното китарно соло“, изсвирено от Матиас Ябс, е достатъчно далеч от тази деноминация, според Мартин Попов. Матиас Ябс е този, който има най-голямо участие в песента, тъй като той свири двойна хармония както във въведението, така и в солото. В същата посока, You Give Me All I Need е една от песните в албума, занимаваща се с „любов и сърдечна болка“ и е базирана на личните преживявания на Херман Раребел. Рудолф Шенкер композира музиката малко след завръщането си от ваканция от Филипините и включва „мелодия, която граничи с поп рок“, въпреки че има „поне малко европейски рок гравитации“.
Now! е последната песен, която написват и създават, след като продуцентът Дитер Диркс поисква бърза песен от тях. Рудолф Шенкер композира главния риф и иска от Херман Раребел „да му даде страхотен ритъм“, докато Клаус Майне написва текста с помощта на барабаниста. Също толкова бърза и агресивна, е Dynamite, написана от Рудолф Шенкер по време на почивката във Филипините. Херман Раребел отбеляза, че от самото начало е предназначена да се изпълнява на живо и се основава на предишни техни концерти. Мартин Попов пише, че подобно на Now!, текстовете ѝ се занимават със „секс, партита и рокендрол“. От своя страна, Arizona разказва без много подробности за авантюра, която сполетява барабаниста в едноименния американски щат. Според него, докато е в един от градовете в този щат, той се запознава с жена, която го откарва с колата си към планината, където двамата правят секс.
Най-дългата песен в албума, China White е хевиметъл песен с „тежка, зловеща и сърцераздирателна атмосфера“. Рудолф Шенкер я написва във Филипините и за разлика от другите песни, в тази, той е водещ китарист. Първоначално изсвирва две китарни сола, но не е сигурен кое да остави в последния запис, затова решава да запише едно в американската версия на албума, а другото за европейската. Въпреки че china white е английският псевдоним на наркотика алфа-метилфентанил (смес от хероин и фентанил), Клаус Майне „плаче и крещи за триумфа на доброто над злото“, въпреки героинята пристрастена към опиата, която Херман Раребел предлага, с „изключително недодялани“ текстове, според Мартин Попов. Албумът завършва с „мощната балада“ When the Smoke Is Going Down, композирана от Рудолф Шенкер в къщата, която наемат във Франция. Когато я представя на останалите, Херман Раребел му казва, че „не е толкова силна като Holiday“, но Клаус Майне предлага темата на песента да бъде атмосферата след концертите, „защото, когато шоуто свърши, атмосферата, която все още е в залата, има нещо, което е много интензивно“. Рудолф Шенкер отвхърля определени твърденията, че в песента се пее за марихуана.

## Обложката
Обложката е творба на австрийския художник Готфрид Хелнвайн, с когото Рудолф Шенкер се запознава чрез списание „Щерн“. Изображението представлява портрет на Готфрид Хелнвайн, изобразен с голяма бяла превръзка на главата, две вилици в очите и отворена в крясък уста срещу стена от стъкло, която се пръска на парчета. По предложение на групата, той леко я модифицира, за да се появи пред син фон, който с крясъка си чупи стъкло. Според германския телевизионен канал „Фернзехен“, „обложката изглежда изразява страха, отчаянието и гнева на онова време“ след проблема с гласа на Клаус Майне. Германският вестник „Щутгартер Цайтунг“ предполага, че включването на работата му в албум на „Скорпиънс“, помага на Готфрид Хелнвайн „да достигне до много хора, които не са се интересували особено от модерното изкуство“.
Това е първата обложка на групата, след тази на Fly to the Rainbow (1974), която не претърпява цензура или сериозни модификации поради съдържанието си. Единствената промяна, е тази която се случва във Филипините, тъй като разпространителят на „Скорпиънс“ в Азия „Ар Си Ей Рекърдс“, издава специално издание за радиостанициите с оранжев, вместо син фон, по време на представянето на Blackout там.
Години наред, Готфрид Хелнвайн не иска да продаде оригиналния автопортрет, когато през юли 2012 г., е продаден на търг за благотворителност. С размери 82x120см, произведението е подписано от всичките петима членове на „Скорпиънс“ по това време – Клаус Майне, Рудолф Шенкер, Матиас Ябс, Джеймс Котак и Павел Мончивода, а приходите отиват в германската фондация „Агапедия“, която помага на най-нуждаещите се деца.

## Издаване и представяне

### Албум
Blackout е издаден на 29 март 1982 г. от „Харвест Рекърдс“/„И Ем Ай Рекърдс“ в Европа и в Съединените американски щати от „Мъркюри Рекърдс“. Благодарение на предишните си албуми, „Скорпиънс“ постигат определена популярност в някои страни (главно Франция и Япония), но с Blackout те се утвърждават като еталон на основните световни пазари. На 29 март, същия ден, когато е издаден, албумът дебютира под № 46 в Германия, а на 12 април достига десето място, което е и най-високата му позиция в същата класация. С общо 23 седмици в нея, албумът завършва на 69-то място в края на годината. На 20 април той достига № 12 в Швеция, докато в Обединеното кралство достига № 11 в „Ю Кей Албумс Чарт“, а това е най-добрата позиция, която техен албум заема там. По същия начин, Blackout отбелязва дебюта на „Скорпиънс“ в музикалните класации в Нидерландия и Финландия, съответно под № 45 и № 12. Във Франция, той достига № 1 в националната класация и само за десет дни, Националният синдикат на фонографските издателства го сертифицира със златен сертификат, за продадени повече от 100 000 копия.
В Съединените американски щати, Blackout става първият албум на групата, който влиза сред десетте най-продавани албума в класацията „Билборд 200“, достигайки № 10 на 29 май и прекарвайки общо 74 седмици в класацията. На 22 май заема № 15 в класацията „Топ 100 албума“, разработвана от списание „Кешбокс“. Асоциацията на звукозаписната индустрия в Америка го сертифицира със златен статус на 24 юни 1982 г. (първият звукозаписен сертификат на групата в тази страна), а на 8 март 1984 г. Blackout достига платинен статус, представляващ повече от милиони продадени копия. Така той успява да стане вторият хевиметъл албум, който постига това през първото тримесечие на 1984 г., след Shout at the Devil (1983) на „Мотли Крю“ и се смята, че „Скорпиънс“ са първият германски изпълнител, който получава платинен запис в Съединените американски щати, тъй като тези сертификати са създадени през 1976 г.
В Канада, Blackout достига № 11 в националната класация, а през 1984 г. Канадската асоциация на звукозаписната индустрия го сертифицира като платинен, за продадени повече от 100 000 копия. През 1985 г. Мексиканската асоциация на производителите на фонограми и видеограми му присъжда златна плоча за 100 000 продадени копия. В тази връзка, Рудолф Шенкер коментира, че този случай е любопитен за него, защото дотогава групата няма концертни изяви в Мексико, но демонстрира правилното управление на „И Ем Ай“, които позиционират групата на други пазари. Първият концерт на „Скорпиънс“ в Мексико, е през 1993 г., като часто от турнето Face the Heat Tour. Според списание „Билборд“, търговският успех на Blackout помага за съживяване на продажбите на предишните продукции на групата: Tokyo Tapes (1978), Lovedrive (1979) и Animal Magnetism (1980).

### Сингли
През 1982 г. са издадени три официални сингъла за популяризиране на албума: Now!, No One Like You и Can't Live Without You. Първият от тях Now!, е пуснат в продажба на 21 март, но само на японския пазар чрез „Ар Си Ай Рекърдс“. No One Like You, още при издаването си на 22 март, става комерсиално най-успешният сингъл от албума, след като влиза в музикалните класации в няколко страни. В Европа, той достига № 3 в полската и френската класация за сингли, докато в Обединеното кралство достига № 64 в „Ю Кей Сингълс Чарт“. Също така достига № 49 в „Топ 50 сингъла“ на канадското списание „Ар Пи Ем“. В Съединените американски щати, No One Like You е добре приета и влиза в няколко местни класации. Списание „Кешбокс“ я поставя под № 75 сред своите „Топ 100“. В други две различни класации на „Билборд“, сингълът достига до № 1 в „Мейнстрийм Рок Тракс“ (еднственият път, когато песен на „Скорпиънс“ достига до № 1 в САЩ) и става първият сингъл, който влиза в националната класация за сингли „Билборд Хот 100“, достигайки № 65 на 17 юли 1982 г.
На 24 май излиза Can´t Live Without You, която достига № 20 във Франция, № 47 в американския „Мейнстрийм Рок Тракс“ и № 63 в британската класация „Ю Кей Сингълс Чарт“. В своя публикация от 31 юли 1982 г., списание „Билборд“ посочва, че „Скорпиънс“ имат заснети видеоклипове за No One Like You и Blackout, режисирани от Кийт Макмилън, но само първият е издаден. Смятан за първия музикален видеоклип на групата в „ерата на „Ем Ти Ви““, той е заснет в затвора на остров Алкатрас в Сан Франциско, Калифорния. През същата година са издадени още два сингъла You Give Me All I Need и When the Smoke Is Going Down в САЩ и Филипините, който влиза в класацията на Полша и остава там четири седмици като № 1.
Последният промоционален сингъл от албума, е издаденият през 1985 г. Blackout, но само в Мексико от „Мъркюри Рекърдс“ под името Black Out (Apagon) с включена моно и стерео версия на 7-инчова грамофонна плоча.

### Концертно турне
Месец преди официалното издаване на албума, на 20 февруари 1982 г. в Бирмингам, Англия започва Blackout Tour. През март, април и групата прави различни презентации в някои градове в Обединеното кралство, Франция, Западна Германия, Белгия, Холандия и Люксембург и прави дебюта си в Испания с концерти в Сан Себастиан, Мадрид и Барселона, и в Италия с дати в Болцано, Реджо Емилия и Милано. На 6 юни започва първата северноамериканска част от турнето, което се провежда в арени и зали в САЩ и Канада. През месец юни са на турне, заедно с „Рейнбоу“ и в определени моменти с „Райът“, като на някои концерти, шоутата са приключвани от британците, а други от германците. От 30 юни до 13 септември „Скорпиънс“ са хедлайнери, а групите „Гърлскул“ и „Айрън Мейдън“ подгряват участията им. В края на септември и началото на октомври, изнасят осем концерта в пет града в Япония и завършват годината с две изпълнения в Канада на 16 октомври и 4 ноември. През 1983 г. изнасят няколко концерта в шест страни, включително участват на американския фестивал в Сан Бернардино на 29 май и за първи път посещават Финландия на 17 юли. Кулминацията на турнето е на 17 декември 1983 г. на рок фестивал в Дортмунд, Западна Германия. Според списание „Билборд“, турнето е успешно, защото има няколко разпродадени концерта в европейски страни като Испания, Италия, Обединеното кралство, Германия и особено във Франция, където счупват някои рекорди за посещаемост в Нант и на хиподрума в Париж. Общо около 1,5 милиона души посещават концертите на групата по това време.

## Възприемане

### Коментари на критиците
Blackout получава предимно положителни отзиви от специализираната преса, както при издаването си, така и в съвременни прегледи на различни музикални критици. Списание „Билборд“ пише, че въпреки че съставът свири „хевиметъл с малко излишъци (...), те са се научили да свирят музиката си много добре“. Освен това изданието определя Blackout, Dynamite, No One Like You и When the Smoke Is Going Dow като най-добрите песни, заявявайки, че последните две „показват страната на групата, която е най-достъпна за американското радио“. Подчертават и значението на обложката, която „заслужава да се погледне отново“. От своя страна, списание „Кешбокс“ нарича Blackout „тевтонска отмъстителна рок арена“, албум „определено не за хора със слаби сърца“, защото „постигнатите нива на децибели съперничиха на звука на Фау-2, виещ в небето“. Джей Ди Консидайн от „Билборд“, коментира, че Blackout „е по-подходящ за феновете на тежкия рок, които харесват неприятните звуци и не се притесняват особено дали са се справили по-добре другаде.“ Той изтъква Клаус Майне, защото „реве като Роб Халфорд от „Джудас Прийст““ и „знае как да изтръгне всяка капка въздействие от всяка песен“, както и работата на продуцента Дитер Диркс. В рецензията си за „Рекърд Ревю“, Джон Съдърланд коментира, че това е „брутален албум“ и „един от най-великите в тежкия рок“, където „Скорпиънс“ демонстрират, „защо винаги са били по-добрите в създаването на мелодии от техните преки конкуренти („Айрдън Мейдън“, „Деф Лепард“ и „Саксън“).“ С подобно мнение, Стив Гет от „Керанг!“, казва, че „Blackout е безспорно най-добрият хардрок албум, който съм чувал от години“, защото „барабаните са здрави като скала, китарите са силни и горди, а вокалите са брилянтни“. Освен това той смята, че двете години от последната им продукция си струват чакането и е трудно да се повярва, че Клаус Майне има преди това проблеми с гласа си. Британското списание „Рекърд Бизнес“ отбеляза песента Blackout като „класика по рода си благодарение главно на невероятно мощния глас на Клаус Майне“, коментирайки, че текстовете на някои песни са интересни, особено в Can't Live Without You.
Бари Вебър от „Олмюзик“ отбелязва: „Blackout беше първият изключително успешен албум на „Скорпиънс“, благодарение на интелигентния си баланс между поп рок (заглавната песен), „мощни балади“ (When the Smoke Is Going Down) и закачлив хевиметъл (Dynamite и No One Like You).“ В края на прегледа си, той пише: Blackout е наречен най-добрият запис на „Скорпиънс“ досега и това твърдение не е несправедливо. No One Like You даде на групата първия ѝ хит в класациите. Канадският музикален критик Мартин Попоф пише, че „групата направи крачка по-близо до рок господството с по-диви емоционални възходи и падения от своя предшественик“. Андреас Химелщайн от германското списание „Рок Хард“ казва, че това е може би най-тежкият им албум някога, с Blackout, Now! и Dynamite като най-енергичните песни, и с China White като една от най-добрите и „мрачни“, които някога записват. Всичко това е придружено от „чиста и първокласна продукция“ и „световноизвестна обложка“. Авинаш Митур от уебсайта „Метъл Асулт“ го нарича „най-добрият им албум на всички времена“, което им помага да се утвърдят като „едни от най-великите хардрок групи на всички времена“. Авинаш Митур продължава: „Въпреки че групата издаде повече търговски успешни албуми след това, нито един не постигна перфектния баланс на Blackout от тежки рифове...“
Едуардо Ривадавия, в своя списък с албуми на групата, подредени от най-лошия до най-добрия за „Ултимейт Класик Рок“, поставя Blackout на второ място. В рецензията си той отбелязва: „това беше албумът на „Скорпиънс“, който наистина събуди Америка (...) Това беше най-мощният им вид на „Скорпиънс““. В подобна класация Малкълм Доум от „Класик Рок“ го класира на първо място, защото ги „направи големи международни музиканти“ благодарение на „невъзможните за изпускане моменти като поп рок чувствителността на No One Like You, източния нюанс интриги на China White, епичната балада на When the Smoke Is Going Down и гръмотевичната Dynamite. Фрейзър Люри също от „Класик Рок“, в рецензията на албумите, ремастерирани за отбелязването на 50-тата годишнина на групата, посочва, че „това е злобно завръщане към формата, от гръмотевичната заглавна песен до епичния край на When the Smoke Is Going Down.“

### Признание
През годините различни автори и специализирани медии позиционират Blackout сред най-добрите хардрок и хевиметъл албуми.
| Публикация     | Година | Признание                                                           | Позиция | Източник |
| -------------- | ------ | ------------------------------------------------------------------- | ------- | -------- |
| „Керанг!“      | 1982   | Албуми на годината                                                  | 1       | [ 83 ]   |
| „Рок Хард“     | 2001   | „Топ 300 албума“                                                    | —       | [ 84 ]   |
| „Класик Рок“   | 2011   | „100-те най-велики рок албума на всички времена“                    | 74      | [ 85 ]   |
| „Гитар Уърлд“  | 2011   | „10-те най-добри албума за китара от 1982 г.“ (избор на читателите) | 1       | [ 86 ]   |
| „Ролинг Стоун“ | 2017   | „100-те най-велики метъл албума на всички времена“                  | 73      | [ 87 ]   |
| „Метъл Хамър“  | 2021   | „Топ 10 на най-добрите германски метъл албуми“                      | —       | [ 88 ]   |
| „Лоудуайър“    | 2022   | „80-те години хардрок+метъл албуми от 80-те години“                 | 59      | [ 89 ]   |

## Ремастирано издание за 50-тата годишнина
Във връзка с честването на 50-тата годишнината на групата, на 6 ноември 2015 г. албумът, е преиздаден под заглавието Blackout 50th Anniversary. Това преиздание включва четири допълнителни демо песни, сред които тези на Blackout, Running for the Plane, Sugar Man и Searching for the Rainbow, последните три не включени първоначално в албума. Изданието включва и цифров многоцелеви диск с концерт на живо от рок и поп фестивал, проведен на 17 декември 1983 г. в Дортмунд, Германия, като част от промоционалното турне. В списъка с песни са включени и Make It Real и The Zoo, които не са излъчени по германската телевизия по това време. По подобен начин дискът съдържа музикалните видеоклипове за No One Like You и Arizona, както и документален филм за историята на албума с интервюта с Клаус Майне, Рудолф Шенкер, Матиас Ябс и Херман Раребел.

## Списък с песните
Страна едно
1. Blackout (Рудолф Шенкер, Клаус Майне, Херман Раребел, Соня Кителсен) – 3:49
2. Can´t Live Without You (Рудолф Шенкер, Клаус Майне) – 3:47
3. No One Like You (Рудолф Шенкер, Клаус Майне) – 3:57
4. You Give Me All I Need (Рудолф Шенкер, Херман Раребел) – 3:39
5. Now! (Рудолф Шенкер, Клаус Майне, Херман Раребел) – 2:35

Страна две
1. Dynamite (Рудолф Шенкер, Клаус Майне, Херман Раребел) – 4:12
2. Arizona (Рудолф Шенкер, Херман Раребел) – 3:56
3. China White (Рудолф Шенкер, Клаус Майне) – 6:59
4. When the Smoke Is Going Down (Рудолф Шенкер, Клаус Майне) – 3:51

Бонус песни в изданието от 2015 г. за 50-тата годишнина на „Скорпиънс“
1. Blackout (Рудолф Шенкер, Клаус Майне, Херман Раребел, Соня Кителсен) – 4:03 (демо версия)
2. Running for the Plane (Рудолф Шенкер, Клаус Майне) – 4:07 (демо версия)
3. Sugar Man (Рудолф Шенкер, Клаус Майне, Матиас Ябс) – 4:22 (демо версия)
4. Searching for the Rainbow (Рудолф Шенкер, Клаус Майне) – 3:56 (демо версия)

## Състав
| - Клаус Майне – вокали - Рудолф Шенкер – ритъм китара, акустична и овновна китара на China White и хор - Матиас Ябс – основна китара, акустична и ритъм китара - Херман Раребел – барабани - Франсис Буххолц – бас Източник на информацията: Задната обложка на Blackout. | - Дитер Диркс – продуцент - Готфрид Хелнвайн – дизайн на обложката - Герд Раутенбах – звуково инженерство и смесване - Боб Лудвиг и Хауи Уайнбърг – мастеринг - Робърт Елис – фотография |

## Позиция в класациите
| Класация (1982 г.)                      | Най-висока позиция | Източник |
| --------------------------------------- | ------------------ | -------- |
| Великобритания („Рекърд Бизнес Албумс“) | 7                  | [ 92 ]   |
| Великобритания („Ю Кей Албумс Чарт“)    | 11                 | [ 34 ]   |
| Германия                                | 10                 | [ 31 ]   |
| Канада                                  | 11                 | [ 45 ]   |
| Нидерландия                             | 45                 | [ 35 ]   |
| САЩ („Билборд 200“)                     | 10                 | [ 39 ]   |
| САЩ („Билборд Рок Албуми“)              | 2                  | [ 93 ]   |
| САЩ („Кеш Бокс Топ 100 Албуми“)         | 16                 | [ 40 ]   |
| САЩ („Рекърд Уърлд Албуми“)             | 46                 | [ 94 ]   |
| Финладния                               | 12                 | [ 36 ]   |
| Франция                                 | 1                  | [ 37 ]   |
| Швеция                                  | 11                 | [ 33 ]   |
| Япония                                  | 47                 | [ 95 ]   |

| Класация (1982 г.)              | Най-висока позиция | Източник |
| ------------------------------- | ------------------ | -------- |
| Германия                        | 69                 | [ 96 ]   |
| Канада                          | 82                 | [ 97 ]   |
| САЩ („Билборд 200“)             | 37                 | [ 98 ]   |
| САЩ („Кеш Бокс Топ 100 Албуми“) | 75                 | [ 99 ]   |

### Седмични класации сингли
| Сингъл                       | Класация                                      | Най-висока позиция | Източник |
| 1982 г.                      | 1982 г.                                       | 1982 г.            | 1982 г.  |
| ---------------------------- | --------------------------------------------- | ------------------ | -------- |
| No One Like You              | Великобритания („Ю Кей Сингълс Чарт“)         | 64                 | [ 34 ]   |
| No One Like You              | Великобритания („Рекърд Бизнес Сингълс Чарт“) | 75                 | [ 100 ]  |
| No One Like You              | Канада                                        | 49                 | [ 57 ]   |
| No One Like You              | Полша                                         | 3                  | [ 56 ]   |
| No One Like You              | САЩ („Билборд Хот 100“)                       | 65                 | [ 60 ]   |
| No One Like You              | САЩ („Кешбокс“)                               | 75                 | [ 58 ]   |
| No One Like You              | САЩ („Мейнстрийм Рок Тракс“)                  | 1                  | [ 59 ]   |
| No One Like You              | Франция                                       | 3                  | [ 56 ]   |
| Can´t Live Without You       | Великобритания („Ю Кей Сингълс Чарт“)         | 63                 | [ 34 ]   |
| Can´t Live Without You       | Великобритания („Рекърд Бизнес Сингълс Чарт“) | 63                 | [ 101 ]  |
| Can´t Live Without You       | САЩ („Мейнстрийм Рок Тракс“)                  | 47                 | [ 59 ]   |
| Can´t Live Without You       | Франция                                       | 20                 | [ 61 ]   |
| When the Smoke Is Going Down | Полша                                         | 1                  | [ 65 ]   |
| 1985 г.                      |                                               |                    |          |
| No One Like You              | Германия                                      | 40                 | [ 102 ]  |
| No One Like You              | Франция                                       | 69                 | [ 61 ]   |
| 2017 г.                      |                                               |                    |          |
| No One Like You              | САЩ („Билборд“ дигитални песни)               | 18                 | [ 103 ]  |

### Позиция в класациите за 50-тата годишнина
| Класация (2015 г.) | Най-висока позиция | Източник |
| ------------------ | ------------------ | -------- |
| Белгия             | 95                 | [ 104 ]  |
| Германия           | 43                 | [ 105 ]  |
| Франция            | 172                | [ 106 ]  |
| Швейцария          | 77                 | [ 107 ]  |
| Япония             | 44                 | [ 108 ]  |

## Сертификати
| Държава | Сертифициращ орган                                                 | Сертификат | Сертифицирани продажби | Източник             |
| ------- | ------------------------------------------------------------------ | ---------- | ---------------------- | -------------------- |
| Канада  | Канадска асоциация на звукозаписната индустрия                     | Платинен   | 100 000                | [ 46 ]               |
| Мексико | Мексиканска асоциация на производителите на фонограми и видеограми | Златен     | 100 000                | [ 47 ] [ 48 ] [ 49 ] |
| САЩ     | Асоциация на звукозаписната индустрия в Америка                    | Платинен   | 1 000 000              | [ 42 ]               |
| Франция | Националения синдикат на фонографските издателства                 | Златен     | 100 000                | [ 38 ]               |

## Цитати
1. ↑  Animal Magnetism Tour //  Live.   the-scorpions.com. Посетен на 2023-02-17. (на английски)
2. 1 2 3  Popoff 2016, с. 88.
3. ↑  Chapman, Silber 2008, с. 182.
4. 1 2 3 4 5 6  Popoff 2016, с. 90.
5. ↑  Popoff 2016, с. 88 и 90.
6. ↑  Ramirez, Carlos. Scorpions Frontman on Losing His Voice: ‘I Thought My Career Was Over’ //   noisecreep.com, 2012-01-27. Посетен на 2023-02-17. (на английски)
7. ↑  Popoff 2016, с. 88 – 90.
8. ↑  Popoff 2016, с. 88 и 89.
9. 1 2 3 4 5  Popoff 2016, с. 89.
10. 1 2  Scorpions (1982). Blackout. Mercury Records. 1C 064-64 686
11. 1 2  Giles, Jeff. Why Scorpions Initially Struggled on Breakthrough Album ‘Blackout’ //   ultimateclassicrock.com, 2017-03-29. Посетен на 2023-02-17. (на английски)
12. 1 2 3 4  Popoff 2016, с. 91.
13. ↑  Schenker 2010, с. 41 и 42.
14. ↑  Popoff 2016, с. 92.
15. ↑  blackout 1 of 2 noun //   Посетен на 2023-02-17. (на английски)
16. ↑  Popoff 2016, с. 91 и 92.
17. 1 2 3  Popoff 2016, с. 93.
18. ↑  Villasante, F.J. Scorpions: 40 años de "Blackout", el disco que rompió todas las barreras //   mariskalrock.com, 2022-03-29. Посетен на 2023-02-17. (на испански)
19. ↑  Popoff 2016, с. 91 и 96.
20. ↑  Popoff 2016, с. 93 и 94.
21. 1 2  Popoff 2016, с. 94.
22. 1 2 3  Popoff 2016, с. 95.
23. ↑  Popoff 2016, с. 96.
24. ↑  Scorpions "Blackout" (1982) - SWR1 Moderator Ingo Lege //  Music.   swr.de, 2020-04-20.  Архивиран от оригинала на 2022-12-09. Посетен на 2023-02-17. (на немски)
25. ↑  Gruselspezialist Gottfried Helnwein wird 70: Fratzen einer Welt voller Gewalt //  Kultur.   stuttgarter-zeitung.de. Посетен на 2023-02-17. (на немски)
26. 1 2 3  Popoff 2016, с. 87.
27. ↑  Scorpions – Blackout //  Scorpions.   discogs.com. Посетен на 2023-02-17. Country: Philippines (на английски)
28. ↑  Gottfried Helnwein selfportrait from The Scorpions album to be autioned off for charity //   bongorama.com, 2012-07-11. Посетен на 2023-02-17. (на английски)
29. ↑  Scorpions-Fans können einmaliges Andenken ersteigern //  Stories.   rockhard.de, 2012-07-04. Посетен на 2023-02-17. (на немски)
30. ↑  ALBUM DETAILS Blackout //  Discography.   the-scorpions.com. Посетен на 2020-01-28. (на английски)
31. 1 2  SCORPIONS BLACKOUT ALBUM //   offiziellecharts.de. Посетен на 2023-01-17. (на немски)
32. ↑  OFFIZIELLE DEUTSCHE CHARTS TOP 100 ALBUM-JAHRESCHARTS //   offiziellecharts.de. Посетен на 2023-01-17. (на немски)
33. 1 2  SCORPIONS - BLACKOUT (ALBUM) //   swedishcharts.com. Посетен на 2023-02-17. (на английски)
34. 1 2 3 4 5 6  SCORPIONS //  Albums.   officialcharts.com. Посетен на 2023-02-17. (на английски)
35. 1 2  Scorpions - Blackout //   dutchcharts.nl. Посетен на 2023-02-17.
36. 1 2  Pennanen 2021, с. 229.
37. 1 2  Le Détail des Albums de chaque Artiste //   infodisc.fr. Посетен на 2023-02-17. Вие трябва да изберете SCORPIONS от падащото меню (на френски)
38. 1 2  Les Certifications depuis 1973 //   infodisc.fr. Посетен на 2023-02-17. Вие трябва да изберете SCORPIONS от падащото меню (на френски)
39. 1 2  Chart History Scorpions The Billboard 200 //   billboard.com. Посетен на 2023-02-17. (на английски)
40. 1 2  Cashbox Top 100 Albums (PDF) //   Cashbox, 1982-05-22. Посетен на 2023-02-17. Page 35 (на английски)
41. ↑  Platinum Up In FirstHalfOf '82 (PDF) //  GeneralNews.   Billboard, 1982-08-10. Посетен на 2023-02-17. (на английски)
42. 1 2  Gold & Platinum //  SCORPIONS.   riaa.com. Посетен на 2020-01-28. (на английски)
43. ↑  25% JumpIn GoldAlbum Total (PDF) //  News.   Billboard, 1984-04-14. Посетен на 2023-02-17. (на английски)
44. ↑  Germany's Scorpions Go Platinum //  Talent.   Billboard, 1984-05-05. Посетен на 2023-02-17. (на английски)
45. 1 2  Top Albums/CDs - Volume 36, No. 16, May 29 1982 //   collectionscanada.gc.ca.  Архивиран от оригинала на 2014-12-18. Посетен на 2023-02-17. (на английски)
46. 1 2  Gold/Platinum //   musiccanada.com. Посетен на 2023-02-16. (на английски)
47. 1 2 3  Popoff 2016, с. 115.
48. 1 2  SCORPIONS Blackout //   eil.com. Посетен на 2023-02-17. (на английски)
49. 1 2  Tiempo, Números 2227-2243 //  México: Tiempo, SA de CV.   1985. Посетен на 2023-02-17. p. 61
50. ↑  Face the Heat Tour //  Live.   the-scorpions.com. Посетен на 2023-02-17. (на английски)
51. 1 2  Ten Years of the Scorpions – There's a Sting in the Tale (PDF) //   Billboard, 1982-08-21. Посетен на 2023-02-17. (на английски)
52. ↑  Singles //  DISCOGRAPHY.   the-scorpions.com. Посетен на 2023-02-17. (на английски)
53. ↑  Now! //  Singles.   the-scorpions.com. Посетен на 2023-02-17. (на английски)
54. ↑  Scorpions – Now! //  Scorpions.   discogs.com. Посетен на 2023-02-17. Country: Japan (на английски)
55. ↑  No One Like You //  Singles.   the-scorpions.com. Посетен на 2023-02-17. (на английски)
56. 1 2 3  Song artist 510 - The Scorpions //   chart2000.com. Посетен на 2023-02-17. (на английски)
57. 1 2  RPM Weekly - July 17, 1982 (PDF) //   Library and Archives Canada. Посетен на 2023-02-17. (на английски)
58. 1 2  Cashbox Top 100 Singles (PDF) //   Cashbox, 1982-06-19. Посетен на 2023-02-17. (на английски)
59. 1 2 3 4  Scorpions Mainstream Rock Airplay //  Chart History.   billboard.com. Посетен на 2023-02-17. (на английски)
60. 1 2  Scorpions Billboard Hot 100 //  Chart History.   billboard.com. Посетен на 2023-02-17. (на английски)
61. 1 2 3  Accès direct à ces Artistes //   infodisc.fr. Посетен на 2023-02-17. Вие трябва да изберете SCORPIONS от падащото меню (на френски)
62. ↑  DARLING, CARY. Video Music Monitor (PDF) //   Billboard, 1982-07-31. Посетен на 2023-02-17. (на английски)
63. ↑  Scorpions – When The Smoke is Going Down / Now! //  Scorpions.   discogs.com. Посетен на 2023-02-17. Country: Philippines (на английски)
64. ↑  Scorpions – You Give Me All I Need //  Scorpions.   discogs.com. Посетен на 2023-02-17. (на английски)
65. 1 2  When the Smoke Is Going Down Scorpions //  Scorpions.   lp3.pl.  Архивиран от оригинала на 2023-02-17. Посетен на 2023-02-17. (на полски)
66. ↑  Scorpions ‎– Apagón = Blackout //   discogs.com. Посетен на 2023-02-17. Country:	Mexico (на английски)
67. 1 2 3 4 5 6  Popoff 2016, с. 97.
68. 1 2  Blackout Tour //  Live.   the-scorpions.com. Посетен на 2023-02-17. (на английски)
69. ↑  Popoff 2016, с. 100.
70. ↑  THE SCORE OF THE SCORPIONS Highlights Of Two Generations (PDF) //   Billboard. Посетен на 2023-02-17. (на английски)
71. 1 2  Weber, Barry. AllMusic Review by Barry Weber //  Album Overview.   allmusic.com. Посетен на 2020-01-29. (на английски)
72. ↑  Larkin 2006, с. 1976.
73. 1 2  Lewry, Fraser. Scorpions: Reissues //  Reviews.   loudersound.com, 2015-10-30. Посетен на 2023-02-17. (на английски)
74. ↑  Popoff, Martin (2005). The Collector's Guide to Heavy Metal: Volume 2: The Eighties. Canadá: Collector's Guide Publishing. p. 318-319. ISBN 978-1894959315.
75. 1 2  CONSIDINE, J.D. Scorpions Blackout //  Album Reviews.   rollingstone.com, 1982-06-24.  Архивиран от оригинала на 2007-10-14. Посетен на 2023-02-17. (на английски)
76. ↑  Billboard's Recommended LPs (PDF) //  Top Album Picks.   Billboard, 1982-04-03. Посетен на 2023-02-17. (на английски)
77. ↑  BLACKOUT - Scorpions (PDF) //  FEATURE PICKS.   Cash Box, 1982-04-03. Посетен на 2023-02-17. (на английски)
78. ↑  THE SCORPIONS: Blackout EMI (SHVL823) Prod. Dieter Dierks (PDF) //  ALBUM REVIEWS.   Record Business, 1982-04-05. Посетен на 2023-02-17. (на английски)
79. ↑  Himmelstein, Andreas. SCORPIONS Blackout //   rockhard.de. Посетен на 2023-02-17. (на немски)
80. ↑  Mittur, Avinash. Retrospective: 30 Years Of Scorpions’ “Blackout” //  Metal Assault: Album Reviews.   metalassault.com, 2012-03-31. Посетен на 2023-02-17.
81. ↑  Rivadavia, Eduardo. Scorpions Albums Ranked Worst to Best //   ultimateclassicrock.com, 2015-09-18. Посетен на 2023-02-17. (на английски)
82. ↑  Dome, Malcolm. Every Scorpions album ranked from worst to best //  Classic Rock.   loudersound.com, 2022-05-11. Посетен на 2023-02-17. (на английски)
83. ↑  Kerrang! End Of year Lists 1982 //  Kerrang! End Of Year Lists.   rocklistmusic.co.uk.  Архивиран от оригинала на 2024-01-21. Посетен на 2023-02-17. (на английски)
84. ↑  Top 300 - Die Einzelauswertung //   rockhard.de.  Архивиран от оригинала на 2005-02-27. Посетен на 2023-02-17.
85. ↑  Scorpions Blackout //  Best of All-time Lists, Best of Decade Lists, etc.   acclaimedmusic.net. Посетен на 2023-02-17. (на английски)
86. ↑  Grassi, Tony. Readers Poll: Top 10 Guitar Albums of 1982 //   guitarworld.com, 2011-08-16.  Архивиран от оригинала на 2015-04-02. Посетен на 2023-02-17. (на английски)
87. ↑  73 Scorpions, ‘Blackout’ (1982) //  The 100 Greatest Metal Albums of All Time.   rollingstone.com. Посетен на 2023-02-17. (на английски)
88. ↑  The Top 10 best German metal albums //   loudersound.com, 2021-03-02. Посетен на 2023-04-13. (на английски)
89. ↑  Loudwire Staff. Top 80 Hard Rock + Metal Albums of the 1980s //   loudwire.com, 2022-11-22. Посетен на 2023-02-17. (на английски)
90. ↑  SCORPIONS: 'Blackout' 50th-Anniversary Deluxe Edition Audio Samples //   blabbermouth.net, 2015-11-06. Посетен на 2023-02-17. (на английски)
91. ↑  Scorpions – Blackout //  Scorpions.   discogs.com. Посетен на 2023-02-17. (на английски)
92. ↑  Albums/Tapes Top 60 (PDF) //   1982-04-19. Посетен на 2023-02-20. (на английски)
93. ↑  Rock Albums & Top Tracks (PDF) //  Rock Albums.   Billboard, 1982-05-22. Посетен на 2023-02-20. (на английски)
94. ↑  Record World Albums (PDF) //   Record World, 1982-04-10. Посетен на 2023-02-20. (на английски)
95. ↑  BLACKOUT //  SCORPIONS Discography.   rockdetector.com.  Архивиран от оригинала на 2007-12-28. Посетен на 2023-02-20. (на английски)
96. ↑  Offizielle Deutsche Charts //  Top 100 Album-Jahrescharts Zeitraum: 1982.   offiziellecharts.de. Посетен на 2023-02-21. (на немски)
97. ↑  TOP 100 ALBUMS (PDF) //   RPM Canada, 1982-12-25. Посетен на 2023-02-21. Page 19 (на английски)
98. ↑  End of the year 1982 (PDF) //   Billboard, 1982-12-25. p. 160. Посетен на 2023-02-21. Page 27 (на английски)
99. ↑  Top 100 Albums (PDF) //   Cash Box, 1982-12-18. Посетен на 2023-02-21. (на английски)
100. ↑  Top 100 Singles //  pdf.   Record Business, 1982-04-05. p. 6. Посетен на 2023-12-14. (на английски)
101. ↑  Top 100 Singles (pdf) //   Record Business, 1979-06-04. p. 6. Посетен на 2023-12-14. (на английски)
102. ↑  Scorpions No One Like You Single //  CHARTS.   offiziellecharts.de. Посетен на 2023-12-14. (на немски)
103. ↑  Hard Rock Digital Song Sales //  Scorpions Chart History.   billboard.com. Посетен на 2023-02-20. (на английски)
104. ↑  [www.ultratop.be/fr/album/2f95/Scorpions-Blackout  Scorpions – Blackout] //   ultratop.be, 2015-11-19. Посетен на 2023-02-21. (на френски)
105. ↑  Six SCORPIONS Albums Simultaneously Land On German Chart //   blabbermouth.net, 2015-11-19. Посетен на 2023-02-21. (на английски)
106. ↑  SCORPIONS - BLACKOUT (ALBUM) //   lescharts.com. Посетен на 2023-02-21. (на френски)
107. ↑  Scorpions – Blackout //   hitparade.ch. Посетен на 2023-02-21. (на немски)
108. ↑  蠍魔宮～ブラックアウト(デラックス・エディション)(完全生産限定盤) //   oricon.co.jp. Посетен на 2023-02-21.